# De jueves a domingo
De jueves a domingo es el primer largometraje de la directora chilena Dominga Sotomayor, realizada entre Chile y Países Bajos y estrenada en el Festival Internacional de Cine de Róterdam el 28 de enero de 2012. En Chile se estrenó en octubre de 2012 en el Festival Internacional de Cine de Valdivia, y se comenzó a presentar en las salas de cine del mismo país el 4 de abril de 2013.
La película transcurre durante un viaje familiar hacia el norte de Chile durante un fin de semana largo. A medida que el viaje se va volviendo hostigoso, surgen conflictos entre la pareja, mientras Lucía (Santi Ahumada) y su hermano desconocen que esta será la despedida del padre y quizás el último viaje familiar.

## Reparto
| Actor                  | Personaje         |
| ---------------------- | ----------------- |
| Santi Ahumada          | Lucía             |
| Emiliano Freifeld      | Manuel            |
| Paola Giannini         | Ana               |
| Francisco Pérez-Bannen | Papá              |
| Jorge Becker           | Jorge             |
| Axel Dupré             | José              |
| Francisca Castillo     | Dueña del camping |
| Belén Celedón          | Mochilera         |
| Ana López              | Mochilera         |

## Premios
La película ha obtenido los siguientes reconocimientos.

### Festival Internacional de Cine de Róterdam
| Año  | Premio       | Resultado |
| ---- | ------------ | --------- |
| 2012 | Premio Tiger | Ganadora  |

### Festival Internacional de Cine de Valdivia
| Año | Competencia                            | Premio            | Resultado |
| --- | -------------------------------------- | ----------------- | --------- |
| 2012 | Competencia Largometraje Internacional | Mejor Película    | Ganadora  |
| 2009 | AustraLab                              | Foro Coproducción | Ganadora  |
| Nota: La Universidad Austral de Chile otorgó USD 4 000 a Dominga Sotomayor por el premio a Mejor Película. |                                        |                   |           |

### Buenos Aires Festival Internacional de Cine Independiente
| Año  | Premio        | Categoría        | Resultado |
| ---- | ------------- | ---------------- | --------- |
| 2012 | Premio FEISAL | Mención Especial | Ganadora  |